# Dax (stad)
Dax is een stad in het Franse departement Landes in de zuidwestelijke regio Aquitanië. Met op 1 januari 2022 21.716 inwoners (Dacqois(es) genoemd) is het na Mont-de-Marsan de op een na grootste stad van het departement. Het is de onderprefectuur van het arrondissement Dax. 
De stad ligt aan de Adour, een rivier die vanuit de Pyreneeën naar de Atlantische Oceaan vloeit. Dax is bekend voor haar arena waar stierengevechten worden georganiseerd, en haar thermische bronnen en is een kuuroord.
In de gemeente ligt spoorwegstation Dax.

## Geschiedenis
In het wapen van de stad vindt men een toren (symbool voor een versterkte stad), een leeuw (symbool van Aquitanië) en water (symbool voor de vroegere havenactiviteit).
De oude stad ontstond als Gallo-Romeinse nederzetting onder de naam Aquae Tarbellicae op de zuidelijke oever van de Adour. Hiervan getuigen de grondvesten van een Gallo-Romeins gebouw uit de 1e of 2e eeuw, waarschijnlijk een burgerlijke basilica. Ook toen was de plaats al bekend voor haar bronnen.
Het oude Dax werd volledig ommuurd in de 4e eeuw. Resten van de stadsomwalling ten noordoosten van de Adour zijn bewaard gebleven. Dax was met zekerheid in 506 een bisdom, maar was dit mogelijk al rond 350. De huidige kathedraal uit de 17e eeuw gaat terug op drie eerdere kerken op dezelfde plaats. In 1801 werd het bisdom Dax afgeschaft. In 1933 werd Dax opnieuw een bisschopszetel bij de oprichting van het bisdom Aire en Dax.
Vanaf de renaissance kreeg de warmwaterbron (source Nèhe) weer bezoekers. Aan het water van de bron (64° C) werden geneeskrachtige eigenschappen toegeschreven. In 1814 werd de Fontaine Chaude gebouwd op de plaats waar de warmwaterbron aan de oppervlakte komt. In de 2e helft van de 19e eeuw groeide Dax uit tot een kuuroord. In die periode werden de toen nog intacte Gallo-Romeinse stadsomwalling grotendeels afgebroken ondanks protesten.

## Bezienswaardigheden
- De kathedraal Notre-Dame is grotendeels herbouwd in de 17e eeuw nadat de eerdere gotische kathedraal in 1646 instortte. Enkel haar gotisch portaal uit de 13e eeuw is behouden. Een andere belangrijke bouwfase vond plaats in de 19e eeuw waarbij de kathedraal werd vergroot. De twee klokkentorens zijn van 1894. Opmerkelijk zijn de kleurrijke glasramen van G.P. Dagrant. De kathedraal is beschermd als historisch monument in 1946.
- De Saint-Vincent-de-Xainteskerk uit 1893 is gewijd aan de eerste bisschop van Dax.
- Musée de Borda is het gemeentelijk museum genoemd naar paleontoloog en natuuronderzoeker Jacques-François de Borda d'Oro. Het is een archeologisch en etnologisch museum.
- Ongeveer een vijfde van de Gallo-Romeinse stadsomwalling bleef bewaard en is sinds 1889 beschermd als historisch monument.
- Jardin Remarquable du Sarrat, een plantentuin met arboretum.
- Le Splendid, hotel in art-decostijl uit 1928.

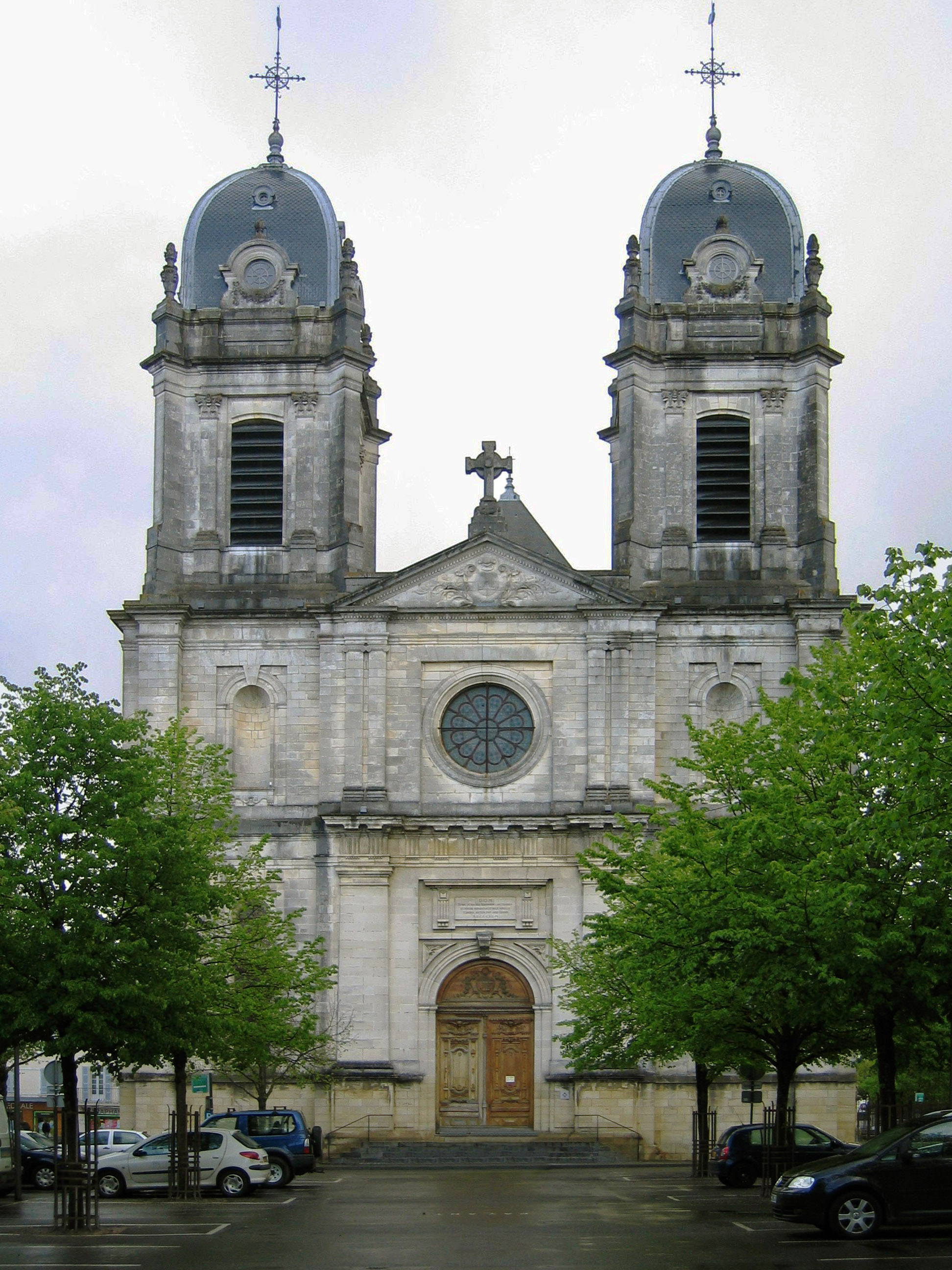
Oostgevel van de kathedraal Notre-Dame
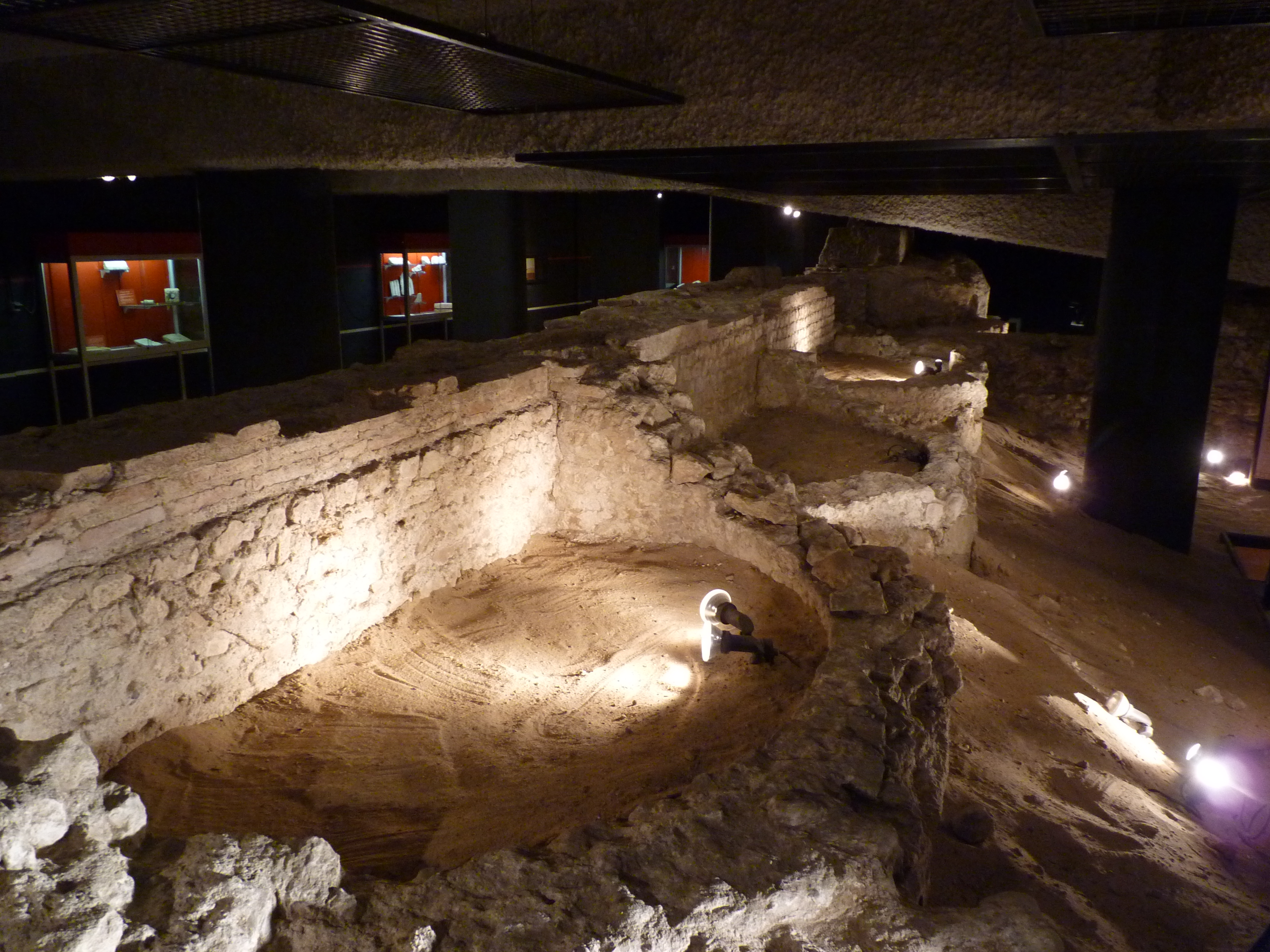
Resten van de basilica
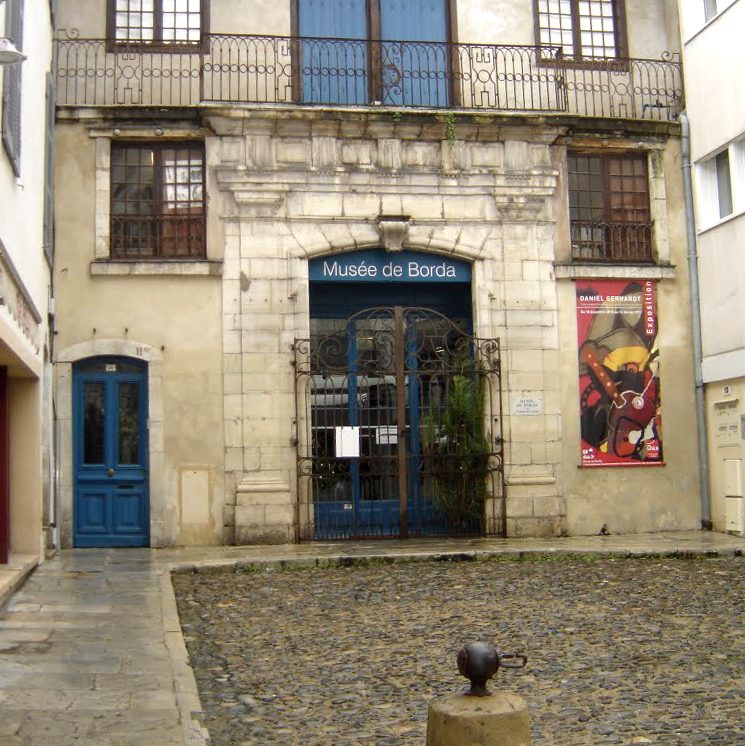
Musée de Borda
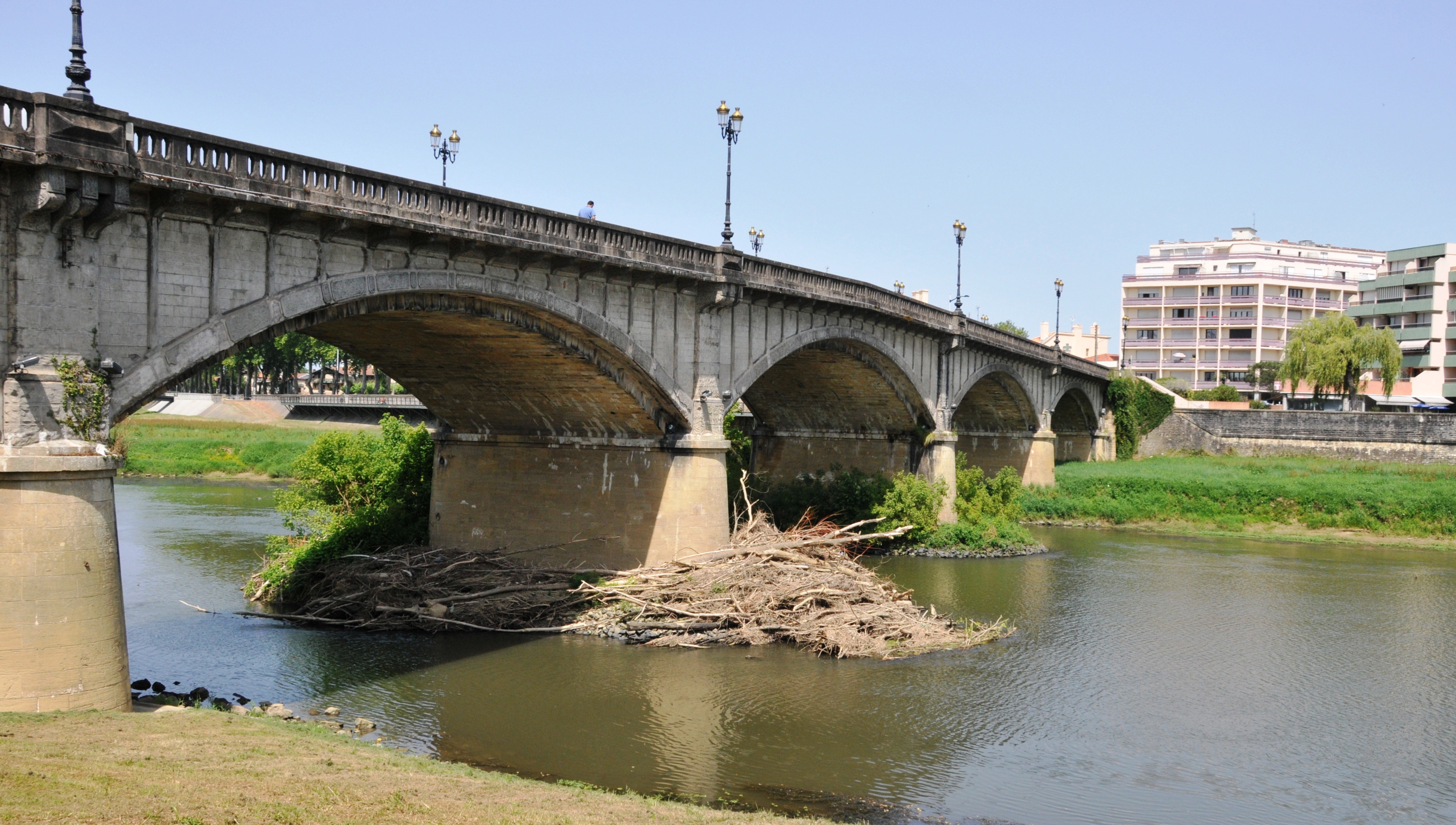
Brug over de Adour
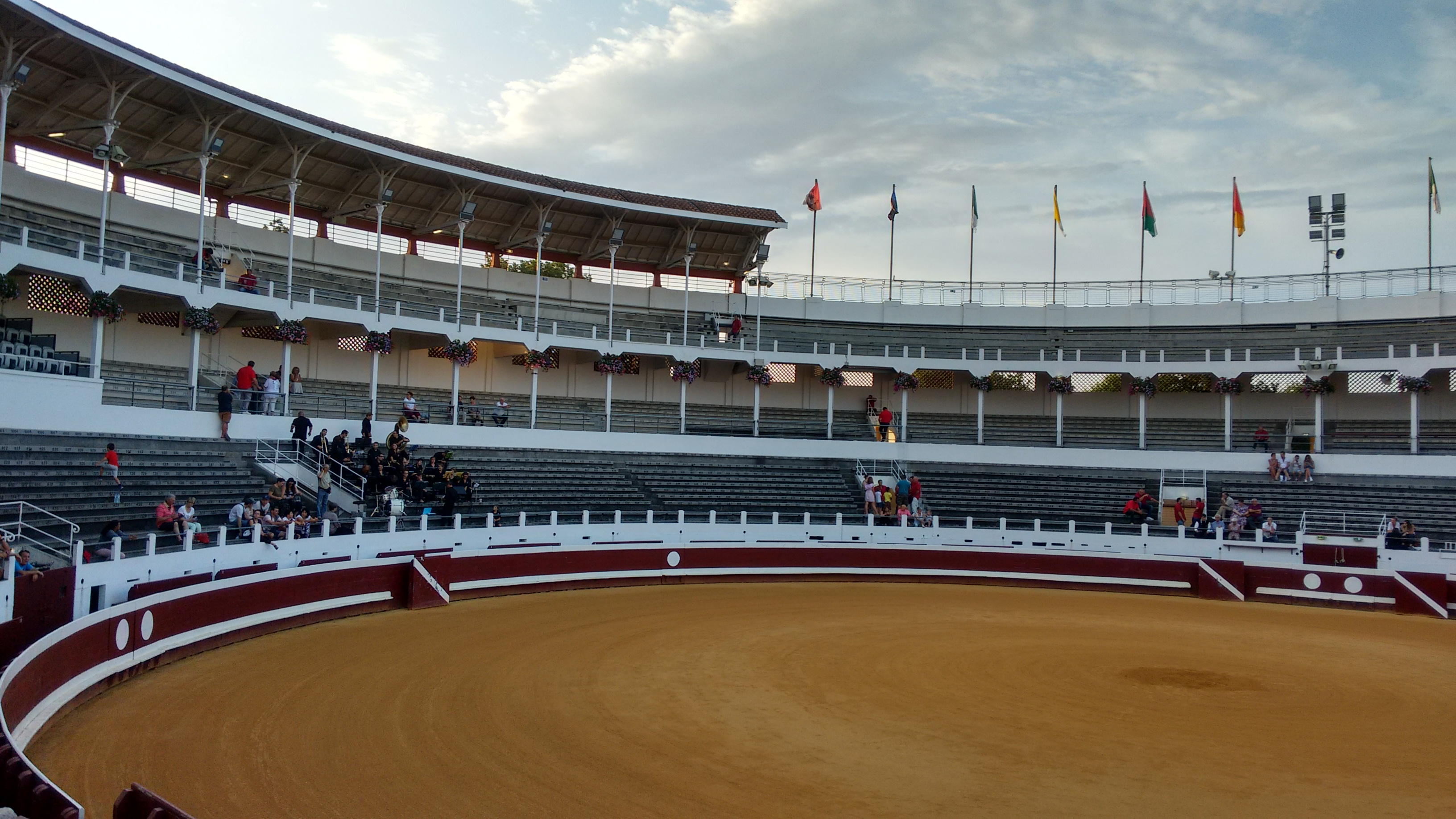
Arena
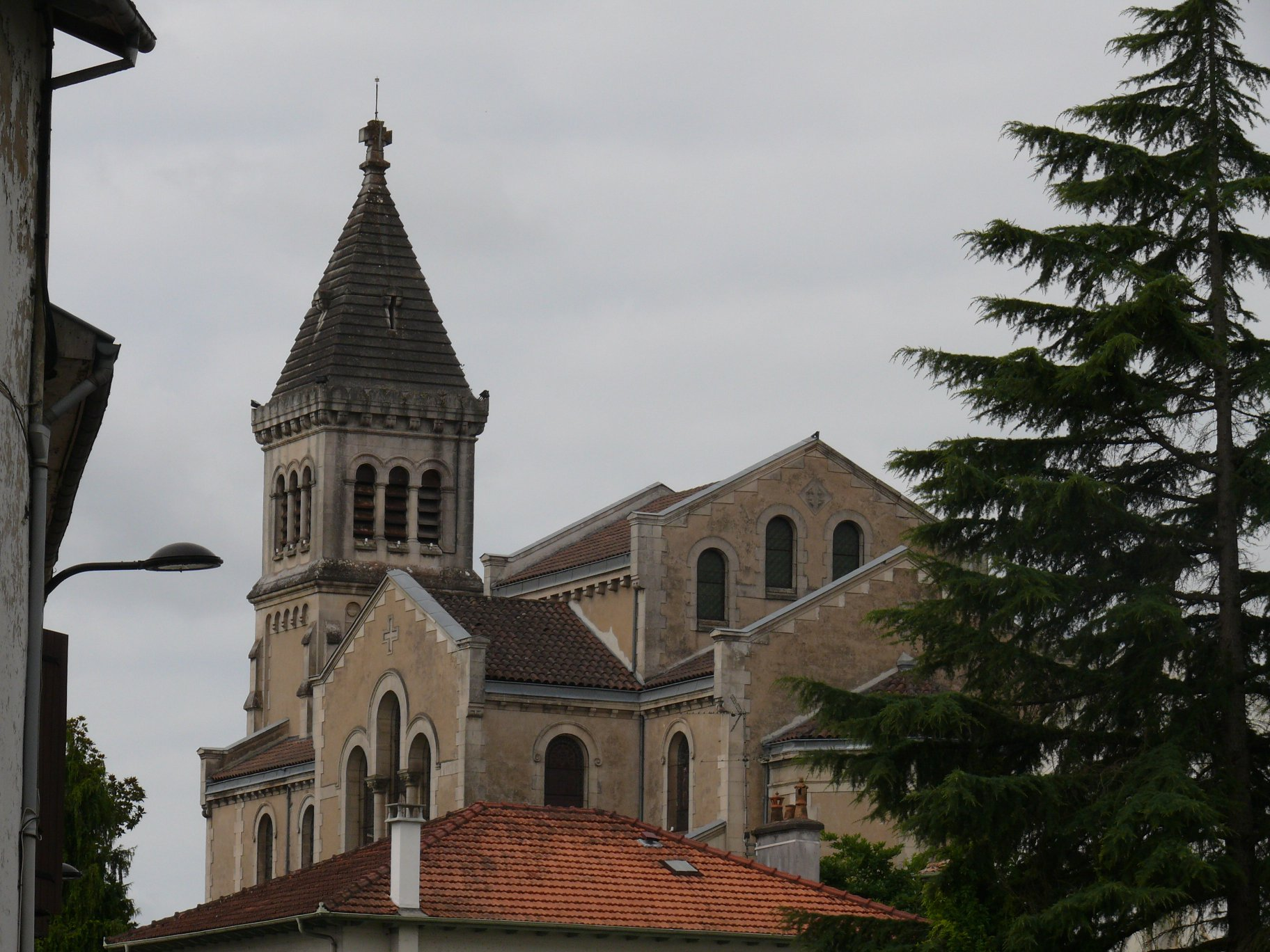
Saint-Vincent-de-Xainteskerk

## Geografie
De oppervlakte van Dax bedroeg op 1 januari 2022 19,7 vierkante kilometer; de bevolkingsdichtheid was toen 1.102,3 inwoners per km². De Adour stroomt door de gemeente.
De onderstaande kaart toont de ligging van Dax met de belangrijkste infrastructuur en aangrenzende gemeenten.

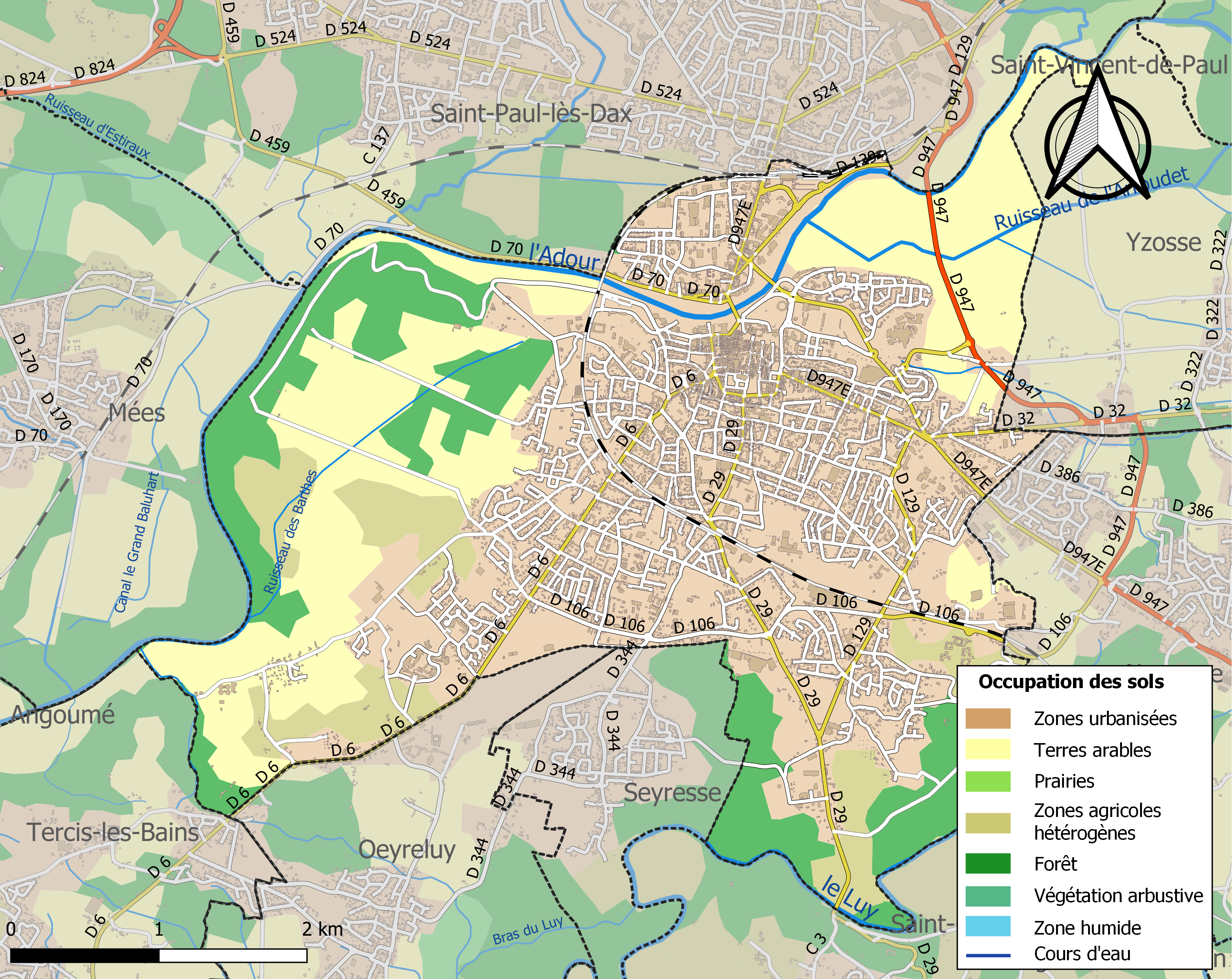

## Demografie
Onderstaande figuur toont het verloop van het inwonertal (bron: INSEE-tellingen).

## Klimaat
| Maand                                                              | jan   | feb  | mrt  | apr   | mei  | jun  | jul  | aug  | sep  | okt   | nov   | dec   | Jaar    |
| ------------------------------------------------------------------ | ----- | ---- | ---- | ----- | ---- | ---- | ---- | ---- | ---- | ----- | ----- | ----- | ------- |
| Hoogste maximum (°C)                                               | 22,8  | 27,2 | 29,9 | 32,7  | 36,2 | 39,1 | 40,8 | 41,1 | 38,0 | 34,7  | 28,1  | 23,9  | 41,1    |
| Gemiddeld maximum (°C)                                             | 11,4  | 13,1 | 16,4 | 18,1  | 21,7 | 24,7 | 27,0 | 27,2 | 25,0 | 20,6  | 14,8  | 11,6  | 19,3    |
| Gemiddelde temperatuur (°C)                                        | 7,2   | 8,2  | 11,0 | 12,8  | 16,4 | 19,5 | 21,5 | 21,7 | 19,1 | 15,5  | 10,5  | 7,6   | 14,3    |
| Gemiddeld minimum (°C)                                             | 3,0   | 3,3  | 5,5  | 7,5   | 11,1 | 14,2 | 16,1 | 16,1 | 13,3 | 10,4  | 6,1   | 3,7   | 9,2     |
| Laagste minimum (°C)                                               | −16,2 | −9,5 | −8,3 | −1,8  | 0,3  | 3,8  | 3,4  | 6,8  | 2,2  | −1,7  | −7,2  | −10,2 | −16,2   |
|                                                                    |       |      |      |       |      |      |      |      |      |       |       |       |         |
| Neerslag (mm)                                                      | 106,3 | 95,8 | 82,8 | 107,5 | 90,2 | 69,8 | 57,9 | 70,3 | 89,6 | 117,0 | 145,7 | 118,4 | 1.151,3 |
| Bron: Météo France (gemiddelden, 1981-2010 & extremen, 1958-heden) |       |      |      |       |      |      |      |      |      |       |       |       |         |

## Sport
Op 10 juli 2000 was Dax aankomstplaats in de Tour de France. De winnaar was de Italiaan Paolo Bettini van de Mapei-Quick·Step-ploeg. Op 11 juli 2006 was Dax wederom aankomstplaats in de Tour de France. De winnaar was de Spanjaard Óscar Freire van de Rabobankploeg. Op 4 juli 2023 startte in Dax de door de Belg Jasper Philipsen gewonnen rit naar Nogaro.
In Dax is een stierenarena die plaats biedt aan 8000 toeschouwers. De arena uit 1913 verving een eerder houten exemplaar en werd vergroot in 1932. Hier worden corrida's en stierenrennen gehouden maar ook concerten.

## Geboren in Dax
- Jean-Charles de Borda (1733-1799), wetenschapper
- Roger Ducos (1747-1816), politicus
- Martin Veyron (1950), stripauteur
- Nicolas Devilder (1980), tennisser
- Paul Darbos (1990), internetpersoonlijkheid